# Теорія розвитку критичного мислення
Тео́рія ро́звитку крити́чного ми́́слення — це система взаємопов'язаних тверджень і доказів про властивості, склад, функцію, виникнення, розвиток та використання критичного мислення, а також його значення в житті людини.

## Визначення
Засадниче місце в теорії розвитку критичного мислення посідає поняття критичне мислення. Критичне мислення — це науковий тип мислення, який використовується для розв'язання неординарних практичних задач, включає в себе загальне та предметне мислення, характеризується усвідомленістю, самостійністю, рефлексивністю, цілеспрямованістю, обґрунтованістю, контрольованістю та самоорганізованістю.
Усі країни своє майбутнє пов’язують з освітою, оскільки саме освіта є найважливішим чинником економічного та соціального прогресу.
А. Валицька зазначає:

Сьогодні змінюються принципи міжнародного діалогу: не воєнна сила, а вагомість та унікальність культурно-господарчого укладу країни визначають її місце за "круглим столом" цивілізацій у третьому тисячолітті.

Загальновизнаним є положення про те, що освіта цілковито пов’язана з процесом соціально-економічного та культурного розвитку країни. Сьогодні рівень освіти і культури, людські ресурси та інтелект все частіше відносять до розряду національних багатств та пов’язують з ними майбутнє країни. Показником розвитку людських ресурсів та потенціалу країни вважаються моральність та духовне здоров’я, різнобічність професійної підготовки, прагнення до інновацій, здатність до неординарних рішень — все це є важливим чинником прогресу. 

Враховуючи ймовірнісний характер соціальних перспектив, людина, її інтелектуальний і моральний потенціал перетворюються на «основний фактор саморозвитку суспільства». У зв’язку із цим невимірно зростає роль обґрунтованого вибору. 
— Х. Тхагапсоєв «О новой парадигме образования»
А обґрунтований вибір без критичного мислення неможливий.
Постпромислова епоха перетворила науку в безпосередню виробничу силу, і формула «наука — освіта — виробництво» складає основу сучасного економічного розвитку. На світовому ринку, де відбувається жорстока конкурентна боротьба, перемагають ті країни, які інтенсивно розвивають фундаментальні та прикладні дослідження та всіляко підвищують рівень освіченості, з тією метою, щоб не лише еліта, але всі трудівники могли освоювати наукові досягнення й ефективно працювати з високою технікою і складними технологіями. 
П. Щедровицький характеризує початок ХХІ ст. таким чином:

«…час боротьби людських ресурсів — регіонів, культур і релігійних течій, що по-різному вибудовують техніки і технології самоорганізації людини. Ті країни і регіони, які не випрацюють адекватної антропологічної концепції й відповідних гуманітарних технологій можуть перетворитися на «звалище людських відходів». 
— Щедровицкий П. «Пространство свободы»
Реалії сучасного життя вимагають подолання репродуктивного стилю навчання і переходу до нової освітньої парадигми, яка забезпечуватиме пізнавальну активність і самостійність мислення учнів — це є стратегічний напрямок модернізації освіти. А самостійність мислення неможлива без його критичності.
Як стверджує віце-президент Російської академії освіти В. Борисенков:

Школа повинна навчити мислити і навчити вчитися — ось педагогічні імперативи сучасної епохи.
— Борисенков В. «Вызовы современной эпохи и приоритетные задачи педагогической науки»
Особистісно-орієнтоване навчання передбачає зміщення акценту з інформаційно-гностичного підходу на розвивальний та діяльнісний, в основі якого формування особистості, здатної до активної творчої діяльності. Таке навчання ще називають сенсопошуковим, на відміну від інформативного . Особистісно-орієнтована освіта акцентує увагу на розвитку смислової сфери, найхарактернішою ознакою якої є ставлення людини до дійсності, усвідомлення її цінності, пошук причин і сенсу того, що відбувається навколо, інакше кажучи, на засвоєнні рефлексивної культури.
Рефлексія породжує дві цілі й, відповідно, дві сторони відношення «людина — світ»:

1) виразити, відтворити світ у собі;

2) виразити, відтворити себе у світі.

Перша сторона дає начало теоретичному відношенню, друга — духовно-практичному. Провідним в теоретичному відношенні до світу є відношення «суб’єкт — об’єкт», в той час як в духовно-практичному — це відношення «суб’єкт — суб’єкт». Отже, науково-теоретичне мислення у прикладенні до гуманітарних дисциплін виявляє свою обмеженість як провідне та таке, що визначає педагогічний процес. Отже, провідним повинно бути духовно-практичне відношення, а теоретичне повинно посісти місце засобу, що обслуговує духовно-практичні цілі. В такому разі учень перестає розглядатися як об’єкт й особистісне спілкування виходить на передній план. Учитель вже не виступає транслятором знань, а сам предмет стає посередником спілкування, засобом спілкування.

## Основні положення теорії розвитку критичного мислення (за С.О.Терно)
В основу запропонованої автором теорії розвитку критичного мислення покладений ідеалізований об’єкт — модель критичного мислення. Відповідно до системного підходу в спроектованій моделі відображені властивості, склад, функція та генезис критичного розмірковування.

### Властивості критичного мислення
Критичне мислення характеризується наступними властивостями:
Ф. Михайлов стверджував::

«Усвідомлення — завжди рух та пошук нових проблем, вихід за рамки уявлень, що склалися. Тому усвідомити необхідність означає усвідомити проблему, усвідомити суперечність, що знаходиться в основі проблеми, переконатися в необхідності її розв'язання, шукати такий спосіб зміни обставин, який розв'яже дану суперечність. А це означає по-новому побачити майбутнє, сформулювати мету своїх дій».

Усвідомленість робить людину вільною, дозволяє конструювати майбутнє в доцільній діяльності, що будується за мірою людини — ідеальною метою. Усвідомлення є початком мислення, цілеспрямованості, самостійності та творчості, одним словом, свободи. Життєдіяльність невільної людини повністю підкорена обставинам, в той час як вільна людина усвідомлює необхідність цілеспрямованої зміни обставин, своїх способів діяльності, своїх знань, умінь і навичок, своїх потреб і здібностей — переробки самого себе. Таким чином, усвідомлення призводить до рефлексивності, контрольованості та самоорганізації. Отже, усвідомленість становить фундамент критичного мислення, вона дозволяє простежити зв’язки та підстави знань, шляхи їх отримання, основа усвідомленості — це методологічні знання (знання про знання).
Усвідомленість проявляється
1) в розумінні характеру (рядоположності або підпорядкованості) зв’язків між знаннями;
2) в розрізненні суттєвих та несуттєвих зв’язків;
3) в розумінні механізму становлення та прояву цих зв’язків;
4) в розумінні підстав засвоєних знань (їх обґрунтованість);
5) в розумінні способів отримання знань;
6) в засвоєнні сфери та способів застосування знань;
7) в розумінні принципів, що знаходяться в основі цих способів застосування.
Усвідомленість виявляється
1) в інтерпретації знань — зміненні порядку викладу при збереженні зв’язків між окремими його фрагментами, перебудові викладу в залежності від його мети, виокремленні необхідної частини цілісного знання для відповіді на певні запитання;
2) в групуванні та систематизації знань — приведення в систему розрізнених фактів, встановлення зв’язків між ними, отримання висновків;
За словами одного з фундаторів ідеї розвику критичного мислення Дж. Д’юї::

Свобода не полягає в підтримці безперервної та безперешкодної зовнішньої діяльності, але є чимсь досягнутим шляхом боротьби, особистого розмірковування, виходом із утруднень, що перешкоджають безпосередньому достатку та довільному успіху.
Самостійність мислення, як відзначає С. Максименко, спирається на знання та досвід інших людей, але передбачає творчий підхід до пізнання дійсності, знаходження нових, власних шляхів і способів розв’язання пізнавальних та інших проблем. 
— Дьюи Д. «Психология и педагогика мышления»

Самостійність людини — це риса особистості, що проявляється в умінні здобувати нові знання, оволодівати новими методами пізнавальної та практичної діяльності, а також використовувати їх для розв’язування на підставі вольових зусиль будь-яких життєвих проблем
Отже, самостійність породжує, з одного боку, рефлексивність, з іншого, — цілеспрямованість.
 
Рефлексія (від пізньолат. reflexio — звернення назад) — форма теоретичної діяльності людини, спрямована на осмислення власних дій та їхніх законів (надзвичайно потрібна для розумового виховання, оскільки сприяє усвідомленню власних почуттів, думок та дій); принцип людського мислення, що спрямовує його на осмислення і усвідомлення власних форм та передумов; предметний розгляд самого знання, критичний аналіз його змісту і методів пізнання; діяльність самопізнання, що розкриває внутрішню будову і специфіку світу людини.
Рефлексувати — це означає звертати свідомість на саму себе, розмірковувати над своїм психічним станом, а тому й впливати на самого себе , це процес самопізнання суб’єктом внутрішніх актів і станів.
С позицій діяльнісного підходу рефлексія — це система орієнтування дій — «орієнтування в способі орієнтуваня». В рефлексії людина обіймає дві позиції почергово або одночасно: 
1) позиція виконуючого дії (характеризується центрованістю на результаті; 
2) позиція спостерігача за собою з боку — пізнання та контроль своїх дій, думок, переживань тощо (орієнтування в перетворенні  себе). 
Важливою характеристикою рефлексивних дій є орієнтування суб’єкта у самому собі, співвідносячи себе з іншими та ідеалом. Суб’єкт усвідомлює свою об’єктивно предметну або внутрішньо сконструйовану позицію по відношенню до певної дії або вчинку, а також усвідомлює свої можливості та здібності. Опертя на певну позицію, яка здійснює контроль дій, не завжди усвідомлюється — це нижчий рівень рефлексії; усвідомлення ж суб’єктом підстав і переваг своїх рефлексивних позицій є переходом на більш високий рівень рефлексії. Рефлексія розвивається від контролю за діями (орієнтування по відношенню до результату) до контролю за власними емоціями і пізнавальними процесами (орієнтування в своїх здібностях; знаннях, уміннях, навичках; цінностях; переконаннях тощо).. Сукупність способів орієнтування утворюють "образ світу". 
В навчальній діяльності рефлексія виконує метапізнавальну функцію — функцію пізнання суб’єктом своїх власних пізнавальних дій та забезпечує контроль за протіканням пізнавальних дій. В залежності від ступеня узагальненості виділяють три рівні рефлексії:
1) рефлексія конкретно-специфічних прийомів пізнання;
2) рефлексія предметно-специфічних прийомів пізнання;
3) рефлексія загальних прийомів пізнання (прийоми теоретичного та емпіричного мислення).
Г. Щедровицький, аналізуючи ситуацію, коли людина не може досягти своєї мети і виконати певну діяльність, задаючись питанням "чому?", стверджує::

«.. в усіх випадках, щоб отримати подібний опис уже здійснених діяльностей, розглядуваний нами індивід…, мусить вийти із своєї колишньої позиції діяча і перейти в нову позицію — зовнішню, як по відношенню до колишніх, уже виконаних діяльностей, так і по відношенню до майбутньої, проектованої діяльності. Це і буде тим, що ми називаємо рефлексивним виходом; нова позиція діяча, що характеризується відносно його минулої позиції, буде називатися «рефлексивною позицією», а знання, вироблені в ній, будуть «рефлексивними знаннями», оскільки вони беруться відносно знань, вироблених в першій позиції»
— Щедровицкий Г. П. «Мышление. Понимание. Рефлексия »
Цілеспрямованість породжується рефлексією. 

«Цілеспрямовану діяльність, — стверджує Ф. Михайлов, — може здійснювати лише індивід, здатний відрізнити себе від власної діяльності (поглянути на свою діяльність з боку). Лише в такому випадку можливе ставлення до діяльності як до процесу, що направляється, що відповідає меті».
— Михайлов Ф. Т. «Эмпирическое и диалектическое понимание личности »

### Склад критичного мислення
Критичне мислення входить до загальної структури мислення в процесі пізнання і є мисленням вищого порядку. Структура мислення виглядає наступним чином:
1.загальне мислення;
2.предметне мислення (історичне, математичне тощо);
3.критичне мислення.

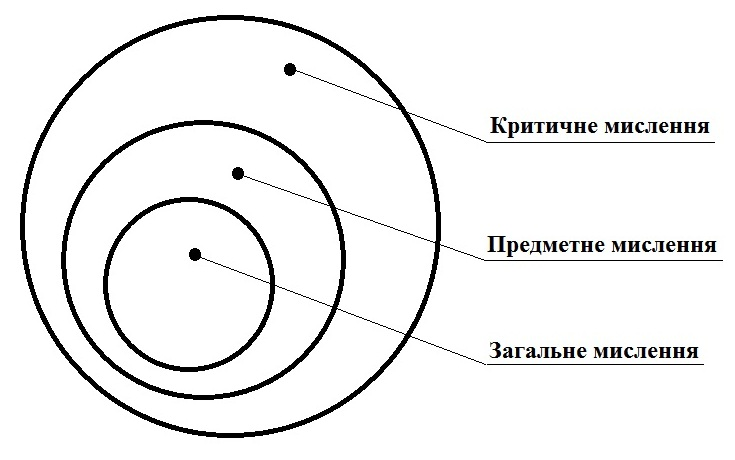
Структура мислення

Кожний наступний рівень включає в себе попередній: 1)загальне мислення — це загальний процес обробки інформації; 2) предметне мислення — це процес обробки інформації з певного предмета за допомогою методів наукового дослідження, збагачений предметними та методологічними знаннями; 3) критичне мислення — це процес контролю за перебігом загального та предметного мислення, їх вдосконалення. Кожний тип мислення має свій змістовний(знання) та операційний(процедури) блоки.
Змістовний блок критичного мислення складається з двох частин

«Принципи являють собою певні установки, тобто такі цілісні стани, як відзначав Д. Узнадзе, які лягають в основу абсолютно певних психічних явищ, що виникають у свідомості. Установка не слідує в якійсь мірі за цими психічними явищами, а, навпаки, можна сказати, передує їм, визначає склад і перебіг цих явищ»
— Узнадзе Д. Н. Психология установки»
Установка — це усвідомлена чи неусвідомлена готовність людини до чогось, стверджують І. Войтик та І. Семенов. Якщо ми говоримо про критичне мислення, то, безумовно, мова йде про свідомі установки. Як правило, це смислові установки (оцінювальне ставлення до чогось) — переконання у необхідності самокорекції методу дослідження, увага до процедури дослідження; врахування інших точок зору; готовність бути критичним не лише по відношенню до інших, але й до себе.
Стратегії — це певний загальний план дій. Перше завдання у навчанні критичного мислення — ознайомити із певними загальними правилами розв’язування проблем — це, так звані, евристики.

Відмінність евристичних приписів від неевристичних полягає в тому, що якщо неевристичні приписи (алгоритми) гарантують той чи інший розв’язок задачі (хоч би і помилковий), то евристичні не гарантують, оскільки містять в собі таку невизначеність, яка не забезпечує неодмінного розв’язку. «В кожний окремий момент розвитку науки, техніки та методики навчання існують задачі, для яких алгоритми відомі, відкриті й для яких вони не відомі, ще не відкриті, й тому такі задачі слід розв’язувати за допомогою евристичних методів»
— Ланда Л. Н. «Умение думать. Как ему учить?»
Найсуттєвішою особливістю евристик є те, що вони апелюють не до конкретних дій або операцій, а до цілих їхніх систем — "діяльностей", приміром, "поділи проблему на частини". Подібний припис вимагає застосування цілого комплексу дій та операцій (складових цих дій) — у сукупності методів. В деяких випадках таку деталізацію можна здійснити, але далеко не завжди.
І. Лернер, характеризуючи змістовний бік мислення (знання) відзначав, що усвідомленість знань особистістю втілюється в розумінні їхніх зв’язків і шляхів отримання, в умінні доводити, в розумінні принципу дії зв’язків і механізму їх становлення.
До операційного блоку критичного мислення належать наступні процедури
1) усвідомлювати проблему та діалектичний зв'язок між суперечностями;
2) доводити — добирати прийняті, відповідні та несуперечливі докази;
3) знаходити контраргументи;
4) помічати факти, що суперечать власній думці;
5) обґрунтовувати;
6) оцінювати — співвідносити об'єкт дослідження з певною системою цінностей (існуюче з належним); вибирати одну із багатьох альтернатив; усвідомлювати обмеження, що накладаються на висновок (істинність висновку за певних умов); використовувати різні критерії;
7) спростовувати (принцип фальсифікації);
8) узагальнювати;
9) будувати гіпотези;
10) робити висновки..

### Функція критичного мислення
Основне призначення критичного мислення (його функція) полягає у розв'язуванні неординарних практичних проблем: розв'язання задач, формулювання висновків, ймовірнісна оцінка та ухвалення рішень тощо.
Найважливішою умовою для розвитку критичного мислення є створення проблемних ситуацій під час навчання. На необхідності розв'язувати проблеми наголошували Дж. Д'юї, М. Ліпман, Д. Клустер, Д. Халперн, Ф. Станкато, Н. Дауд, З. Хусін та інші дослідники. Суперечлива ситуація є пусковим механізмом критичного розмірковування, а розв'язування проблем забезпечує опанування принципів, стратегій та процедур критичного мислення. Потреба у критичному мисленні виникає тоді, коли ми стикаємося із складними ситуаціями вибору, які вимагають ретельного обмірковування та оцінювання.
Характерною особливістю цього типу мислення є те, що процес міркування нестандартний, нешаблонний, відсутній готовий взірець розв'язку. Проблемність забезпечує внутрішню мотивацію навчальної діяльності учнів; спонукає вчителя ознайомити школярів із правилами критичного мислення; потребує використання проблемних методів навчання та інтерактивних занять; а також орієнтує на письмове викладення розв'язків задач та організацію осмислення цих розв'язків. А це означає, що наслідком навчання через критичне мислення виступають особистісні зміни учнів та студентів, тобто їхній розвиток: вони перебудовують свій досвід, здобувають нові знання та способи розв'язування проблемних задач.

Мислення функціонує на різних ієрархічно підпорядкованих рівнях:
Мислення пов'язане з довготривалою та оперативною пам'яттю, яка зберігає потрібні для розв'язання проблеми візуальні, слухові, дотикові, моторні, емоційні образи предметів. Оперативна пам'ять згадує в потрібний момент необхідну інформацію.
Інтелектуальна рефлексія є фактором організації мислення через визначення напряму пізнавальної активності людини, вияв і фіксацію розривів, оцінювання їх «розміру», а також добір, створення засобів для їх конструктивного подолання. Вона починається із сумніву, але не невпевненості, коли звичні прийоми і стратегії не спрацьовують. Ознаки рефлексії — закріплення дій (що я роблю?), запитання суб'єкта собі.
Характерною ознакою особистісного рівня мислення є його самоорганізація. Основний сенс мисленнєвої діяльності — інтелектуальна проблема. Особистісні детермінанти її виявляються у виборі стратегій розв'язання проблемної задачі, які можуть бути пов'язані з намаганням освоїти предметний зміст задачі, оцінити свої зусилля та інтелектуальні можливості. Про зорієнтованість людини на мисленнєву діяльність свідчать оптимальний обсяг орієнтувань у предметному світі, відповідність його цілям діяльності, відсутність емоцій, які блокують розумову діяльність, послідовності дій.
Рівні перераховані у порядку їх умовного розташування один над одним. Перший та другий рівні виконують реалізацію змістовних функцій в розумовому процесі; третій, четвертий та п'ятий здійснюють регулятивно-смислові функції.

Перебіг процесу критичного розмірковування під час розв'язування проблемної задачі відбувається наступним чином:
I етап — породження або зіткнення з проблемою (потребує рефлексивного та особистісного рівнів мислення), результативним завершенням цього етапу є усвідомлення задачі;
II етап — відбувається спроба подолати утруднення за допомогою наявних предметних способів дій та знань, яких бракує (розумовий процес розгортається на операційному та предметному рівнях);
III етап — переструктурування способів дій та знань, вироблення нового погляду, нових диспозицій, що завершується осяянням (процес мислення здійснюється на рефлексивному та особистісному рівнях);
IV етап — обґрунтування віднайденого рішення та представлення результатів дослідження, що вимагає розгортання думки на всіх рівнях.
|                | Етапи розмірковування | Етапи розмірковування | Етапи розмірковування | Етапи розмірковування |
| -------------- | --------------------- | --------------------- | --------------------- | --------------------- |
| Рівні          | Породження проблеми   | Утруднення            | Переструктурування    | Обґрунтування         |
| Комунікативний |                       |                       |                       | ♦ ♦ ♦ ♦ ♦ ♦ ♦         |
| Особистісний   | ♦ ♦ ♦ ♦ ♦ ♦ ♦         |                       | ♦ ♦ ♦ ♦ ♦ ♦ ♦         | ♦ ♦ ♦ ♦ ♦ ♦ ♦         |
| Рефлексивний   | ♦ ♦ ♦ ♦ ♦ ♦ ♦         |                       | ♦ ♦ ♦ ♦ ♦ ♦ ♦         | ♦ ♦ ♦ ♦ ♦ ♦ ♦         |
| Предметний     |                       | ♦ ♦ ♦ ♦ ♦ ♦ ♦         |                       | ♦ ♦ ♦ ♦ ♦ ♦ ♦         |
| Операційний    |                       | ♦ ♦ ♦ ♦ ♦ ♦ ♦         |                       | ♦ ♦ ♦ ♦ ♦ ♦ ♦         |
| Події          | усвідомлення          | блокада               | осяяння               | розв'язок             |

Вирішальним етапом у процесі критичного розмірковування є третій етап, на якому відбувається переструктурування знань, способів дій, власних установок, досвіду та, врешті-решт, знаходиться ідея правильного розв'язку. Завершується цей етап осяянням, тобто виходом із блокади на правильний шлях. Знаходження правильного шляху забезпечується аналізом через синтез, який дозволяє включити об'єкт у нові зв'язки і в силу цього він виступає у нових якостях, які фіксуються в нових поняттях; в об'єкті, таким чином, виявляється новий зміст; він ніби повертається кожного разу іншим своїм боком, в ньому виявляються нові властивості..

### Генезис критичного мислення
Виникненню та розвитку критичного мислення сприяє низка чинників, кожний з яких може бути пусковим механізмом, але повноцінне протікання процесу забезпечується повним комплексом умов, в який входять:
1) цілі навчання (мотивація) — створення проблемної ситуації;
2) засіб навчання, який містить правила критичного розмірковування;
3) зміст навчання, який представлений системою проблемних задач, що поступово ускладнюються;
4) метод навчання, який передбачає систематичне створення для учнів ситуацій вибору;
5) форма навчання, яка забезпечує діалог у процесі розв'язування ситуацій вибору (інтерактивні заняття);
6) метод контролю, що передбачає письмове розв'язання задач та наступну групову та індивідуальну рефлексію (аналіз і критику, самоаналіз і самокритику);
7) стиль навчання, який надає учню право на помилку, моделює ситуації виправлення помилок.

### Стадії, рівні розвитку критичного мислення
Розвиток критичного мислення здійснюється поступово від простого оцінного судження до уміння здійснювати багатофакторний аналіз. Виділяють чотири рівні критичного мислення:
1) висловлення простого оцінного судження на основі безпосереднього погляду на предмет (нижчий рівень);
2) формулювання двох полярних, екстремальних і свідомо неприйнятих поглядів на розв'язування поставленої проблеми та пошук «золотої середини»;
3) виявлення недоладності твердження через послідовне розкриття невідповідності цього твердження низці загальноприйнятих положень і принципів;
4) усесторонній, багатоплановий та багатофакторний аналіз явища, підходу, принципу, твердження тощо, в процесі якого виявляється якомога більше факторів та умов, що впливають на перебіг процесу, оцінюється ступінь їх впливу і на цій основі з'ясовується значущий фактор і знехтувані, а також встановлюється ті умови, за яких первісно знехтуваний фактор набуває значущості, а первісно значущий втрачає її (найвищий рівень критичного мислення).

## Висновок
Необхідність розроблення теорії обумовлена трьома основними чинниками:
1. відбувається інтелектуалізація праці, тому основна вимога ринку праці до людини — це уміння ставити і розв'язувати неординарні задачі;
2. навчально-виховний процес має відповідати потребам дитини і відштовхуватися від них, оскільки в протилежному випадку виховуватимемо невротиків;
3. організація навчально-виховного процесу має відповідати основним психолого-педагогічним закономірностям, а також закономірностям нефізіологічної діяльності мозку, що знаходяться в основі психічного розвитку[12].

З цих трьох чинників ключове місце посідає перший, тому що майбутнє залежить від діяльності людей, а саме: від інтелектуальної діяльності. Майбутнє людства та планети в цілому залежатиме від рівня розвитку розумового потенціалу людства. Інтелектуальна діяльність людини забезпечує технічний та суспільний прогрес, розвиток окремих країн та всього світу. Тому головне завдання для шкіл та вищих навчальних закладів — це навчити учнів знаходити та розв'язувати неординарні творчі та складні задачі, навчити їх самостійно мислити, а не виховати майбутніх маніпулянтів, що безпідставно підкорятимуться вимогам інших.
Методика розвитку критичного мислення повинна спиратися на положення теорії, а саме:
- створювати проблемні ситуації у процесі навчання; пропонувати проблемні задачі;
- знайомити учнів із принципами, стратегіями та процедурами критичного мислення;
- регулярно створювати ситуації вибору;
- організовувати діалог у процесі розв'язування проблемних задач (інтерактивні форми навчання);
- передбачати письмове викладення розмірковувань учнів з подальшою рефлексією;
- надавати учням право на помилку та моделювати ситуації виправлення помилок.

За таких умов навчання мислення учнів набуватиме усвідомленості, самостійності, рефлексивності, обґрунтованості, контрольованості та самоорганізованості, тобто розвиватиметься мислення другого порядку (або високого порядку), яке називають критичним мисленням.